# إخطاب
قرية أخطاب هي إحدى القرى التابعة لمركز أجا في محافظة الدقهلية في جمهورية مصر العربية. حسب إحصاءات سنة 2006، بلغ إجمالي السكان في أخطاب 9957 نسمة، منهم 4881 رجلا و 5076 امرأة. من أبنائها الشاعر نجيب سرور.

## التاريخ
قرية إخطاب من القرى القديمة، حيث وردت باسم «اخطاب» في أعمال الشرقية ضمن قرى الروك الناصري التي أحصاها ابن الجيعان في كتاب «التحفة السنية بأسماء البلاد المصرية». وفي العصر العثماني وردت باسم «إخطاب» في التربيع العثماني الذي أجراه الوالي العثماني سليمان باشا الخادم في عصر السلطان العثماني سليمان القانوني ضمن قرى ولاية الدقهلية، وفي تاريخ 1228هـ/1813م الذي عدّ قرى مصر بعد المسح الذي قام به محمد علي باشا باسم «إخطاب» ضمن قرى مديرية الدقهلية.